# Graziana Pentich
Graziana Pentich (Trieste, 19 dicembre 1920 – Roma, 25 gennaio 2013) è stata una pittrice, scrittrice e poetessa italiana.

## Biografia
I suoi genitori erano Carlo Pentich, fotografo, e Nerina Inchiostri, pittrice.
La Pentich frequentò il Liceo Scientifico Guglielmo Oberdan a Trieste, per poi iscriversi alla facoltà di Scienze politiche e sociali.
Nel 1946 lasciò Trieste per trasferirsi a Milano, dove iniziò a collaborare con Elio Vittorini e, durante una conferenza su Paul Valéry, conobbe il poeta salernitano Alfonso Gatto al quale rimarrà legata fino alla primavera del 1970. Collaborò al foglio da lui diretto, “Il Settimanale”, e pubblicò poesie, prose e articoli su molte riviste dell’epoca.
Nel 1947 la coppia si trasferì brevemente a Venezia e poi a Torino. Nel 1949 nacque il primogenito Leone.
Da lì in poi seguiranno molti spostamenti legati all'attività di Alfonso Gatto, dapprima a Milano, poi a Firenze e infine a Roma, con lunghi soggiorni estivi a Salerno e brevi viaggi di Graziana a Trieste. Tra il 1950 e il 1957 va collocata la sua prima fase pittorica, legata soprattutto a figure geometriche.
Nel 1955 alla Galleria del Cavallino di Venezia, diretta da Carlo Cardazzo, inaugurò la sua prima mostra personale, seguita, l’anno successivo da un'altra esposizione alla Galleria Schettini di Milano. Nel 1961 uscì il volume di prose autobiografiche giovanili Una patria da trovare. Nel 1963 la Pentich si occupò delle illustrazioni per il volume per l’infanzia Il Vaporetto di Alfonso Gatto. 
Nel 1965 espose a Firenze, alla Galleria d’arte Santacroce e poi a Salerno, alla Galleria d’arte l’Incontro e a Venezia, alla Galleria d’arte Il Traghetto.
Nel 1968 pubblicò una raccolta di poesie, Una visita agli anni (1945-1958) per Mondadori. Da lì a poco il legame con Alfonso Gatto si dissolverà; inizierà la seconda fase della sua pittura, legata al tema delle finestre e protrattasi fino al 1979.
Dal 1974 al 1980 Graziana Pentich lavorò come autrice del programma radiofonico Conversazione per la RAI. 
L’8 marzo del 1976 Alfonso Gatto morì in un incidente stradale e pochi mesi dopo il figlio Leone si tolse la vita. Dal 1983 al 1988 Graziana si dedicò ancora alla pittura, soprattutto astratta, anche se, dopo la morte del figlio Leone, abbandonò gradualmente la ricerca pittorica, complice anche il cambio di abitazione che non rispondeva alle esigenze di luce necessarie.
Nel 1993 uscì il volume I colori di una storia, prose e immagini in ricordo di Alfonso e Leone (Milano, All’Insegna del Pesce d’Oro), mentre nel 2000 venne pubblicato il Catalogo delle lettere ad Alfonso Gatto (1942-1970).
Nel 2009 uscì il volume Dove saremo un giorno a ricordare (Novara, Interlinea) contenente prose e poesie. 
Graziana Pentich morì il 25 gennaio del 2013 a Roma. Il suo archivio è conservato presso il Centro per gli studi sulla tradizione manoscritta di autori moderni e contemporanei dell’Università di Pavia.

## Opere
- Graziana Pentich, Una patria da trovare, Lecce (Galatina), Quaderni del “Critone”, 1961.
- Graziana Pentich, Una visita agli anni, Milano, Mondadori, 1968.
- Graziana Pentich, I colori di una storia, Milano, All’Insegna del Pesce d’Oro, 1993.
- Graziana Pentich, (a cura di Angelo Stella e Roberto Vetrugno), Dove saremo un giorno a ricordare, Novara, Interlinea, 2009.